# 134 f.Kr.

## Händelser

### Efter plats

#### Romerska republiken
- Scipio Aemilianus tar befälet i Spanien mot numantierna.

#### Judeen
- Efter att hans far Simon Mackabaios har mördats av Ptolemaios blir Johannes Hyrcanus överstepräst och kung av Judeen.

### Efter ämne

#### Astronomi
- Hipparchos upptäcker dagjämningarnas precession och skriver en stjärnkatalog.

## Födda
- Publius Servilius Vatia Isauricus, romersk statsman

## Avlidna
- Simon Mackabaios, kung av Judeen (dödad av sin värd)